# Georges Glasser
Pour les articles homonymes, voir Glasser.
Georges Glasser, né le 24 août 1907 et mort le 13 janvier 2002 à Paris, est un industriel français. Il a également été joueur de tennis à un bon niveau.

## Biographie
Georges Glasser est le fils d'Edouard Glasser, ingénieur au Corps des mines puis directeur de la Compagnie générale des eaux. Issu de la promotion 1926 de l'École polytechnique, il intègre par la suite la compagnie en tant qu'ingénieur des Ponts et Chaussées et ingénieur en chef des travaux de Paris. Il épouse en 1934 Germaine Farjon, fille du sénateur Roger Farjon.
En 1940, il arrive à la tête de la Direction de l'Équipement sportif du Commissariat Général à l'Éducation Générale et aux Sports dirigé par Jean Borotra, un partenaire de double. Il quitte ses fonctions lors de la restructuration du Commissariat en avril 1942 et est remplacé par Jean Couteaud.
Président du groupement des industries françaises aéronautiques et spatiales de 1956 à 1957, il a ensuite été président-directeur général d'Alstom de 1958 à 1975, période marquée par de nouvelles méthodes de direction et par d'importantes restructurations.

## Le joueur de tennis
Il fut essentiellement un joueur de double mixte ; il a gagné quelques titres au cours de sa carrière en simple, double messieurs et double mixte. Il fut également président du Tennis club de Paris.